# 日光市立栗山小中学校
日光市立栗山小中学校（にっこうしりつ くりやま しょうちゅうがっこう）は、栃木県日光市日蔭にあった、公立の小中一貫校。小学校と中学校を併設していたものの、2022年（令和4年）4月には、学区内に学齢児童がいなくなったため、栗山小学校は休校に入り、2023年（令和5年）3月19日に閉校式を挙行、同月末で閉校した。2022年（令和4年）度の栗山中学校の生徒数は2人であった。

## 概説
日光市立学校設置条例（平成18年3月20日 日光市条例第89号）上は、日光市立栗山小学校と日光市立栗山中学校に分かれていたが、日光市立小中学校管理規則（日光市教育委員会規則第13号）で小中一貫校として「日光市立栗山小中学校」の呼称を定めていた。小学校・中学校ともに過小規模校に位置付けられていた。
2022年（令和4年）3月にただ1人在籍していた栗山小学校の児童が卒業したため、4月以降、栗山小学校は休校し、栗山中学校には3年生の生徒2人のみが在籍している。ただし、2022年（令和4年）度の学校経営目標は、小学校の分も含めて作成された。学校教育目標は「進んで学ぶ子 思いやりのある子 たくましい子」、目指す児童生徒像は「かしこく やさしく たくましく」で、知・徳・体に対応していた。
校地面積は7,950 m2、RC造の校舎面積は2,157 m2（延床面積：3,774 m2）で、鉄骨造の体育館は1,204 m2あった。校庭には冬季にスケートリンクが造成され、児童は体育の授業や休み時間などにスケートやアイスホッケーを行った。成長期ですぐにスケート靴のサイズが合わなくなるため、お下がりを活用する風習があった。体育館は栗山村時代に、選挙の開票所として利用された。閉校記念式典と同時に記念碑が除幕された。

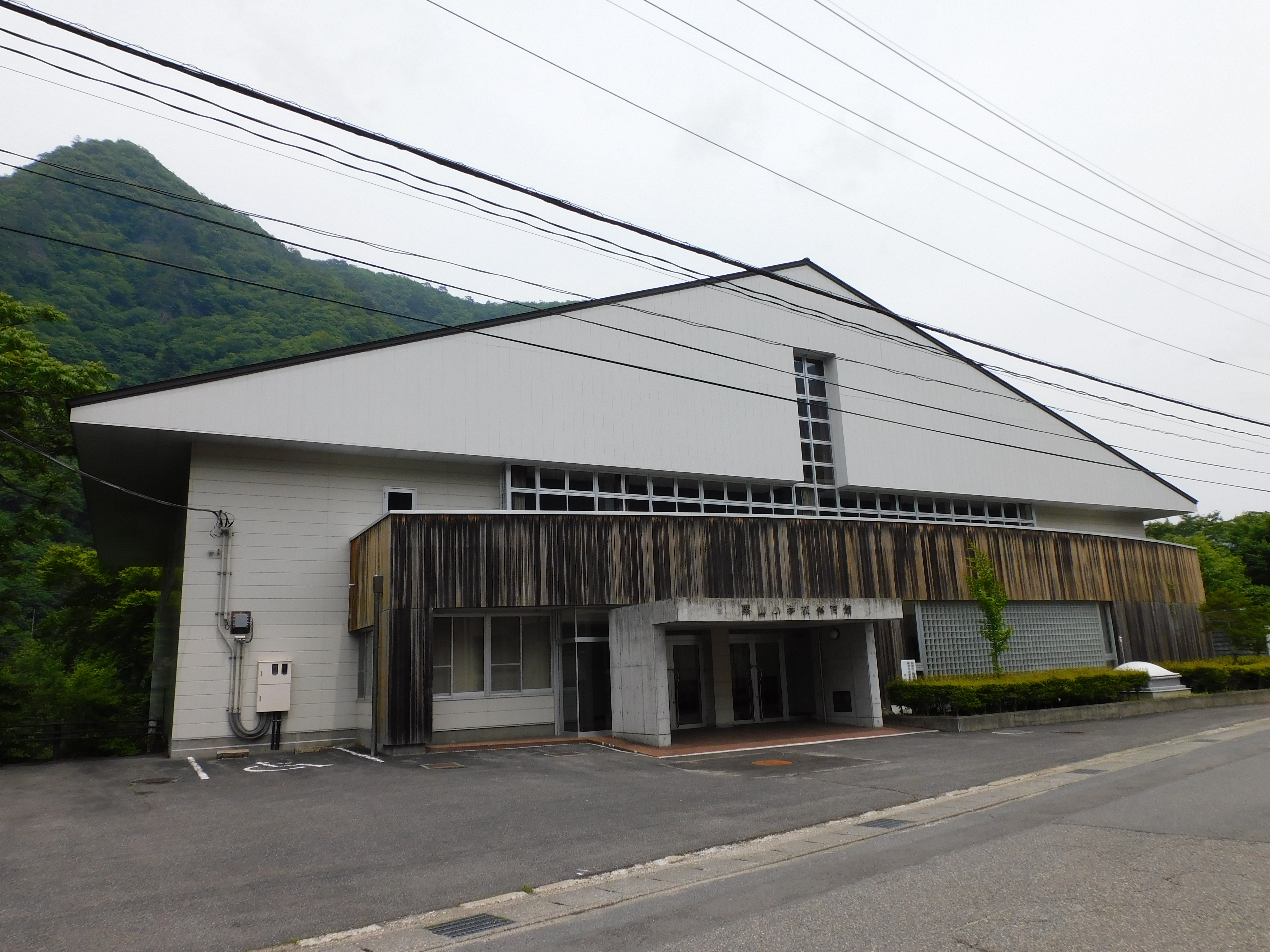
体育館
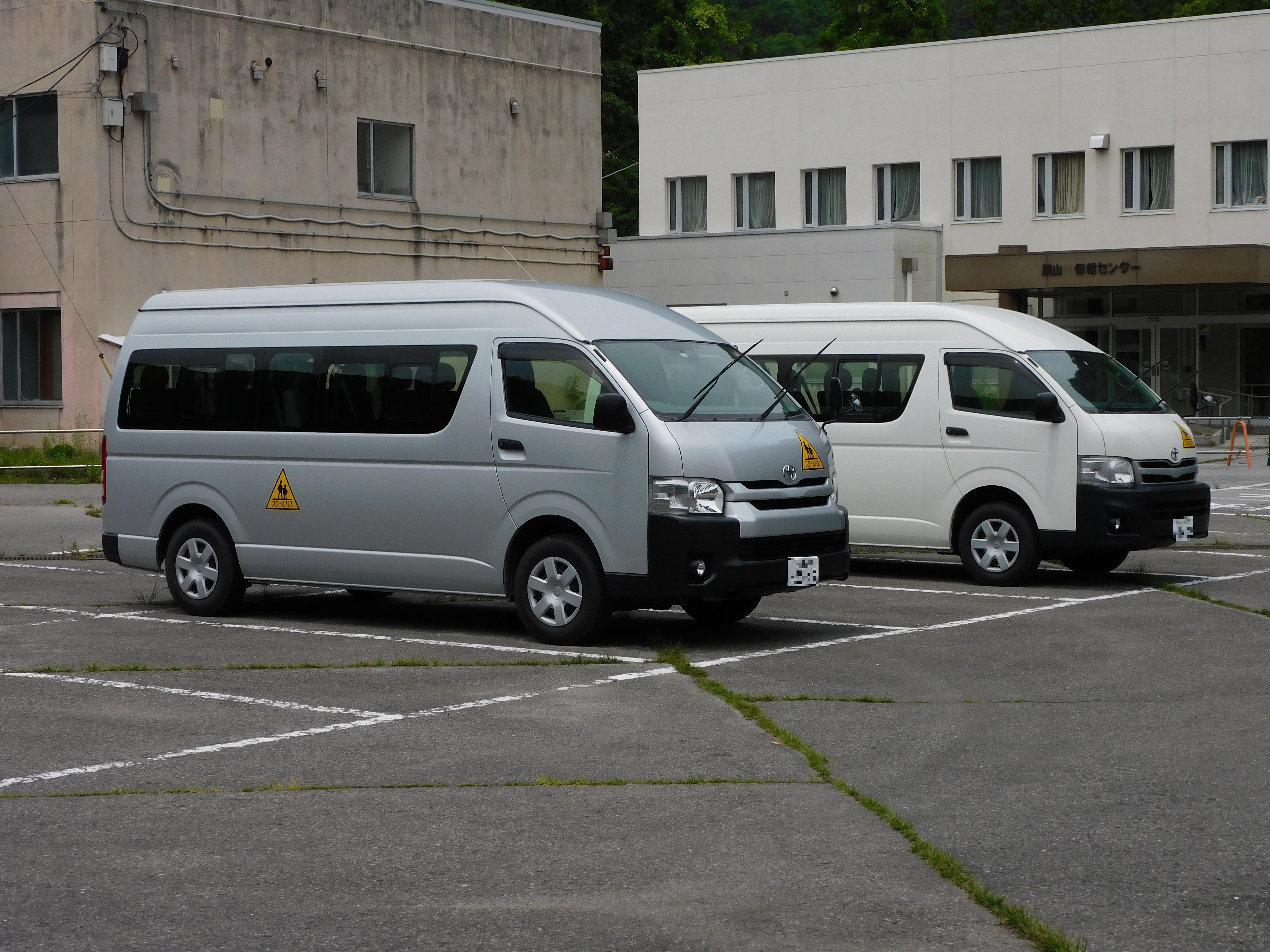
栗山庁舎跡に駐車中のスクールバス

校歌は小林友雄の作詞、野原幸三の作曲で、4番まであった。

### 部活動
2019年（平成31年/令和元年）度はバドミントン部のみが設置された。希望者があれば陸上競技部を特設し、大会出場が可能であった。

### 通学区域
かつての通学区域は、日光市黒部・土呂部・日向・日蔭・上栗山・若間・野門・川俣であった。栗山小中学校はへき地等級2級で、学区内の人口密度は3人/km2（2010年度）であった。自然が豊かで、学区内に多様な泉種の温泉が湧出する地域であった。
小学生は4 km以上、中学生は6 km以上通学距離があるとスクールバスを使って通学した。

## 歴史

### 明治期（1875-1912）
日光市栗山地域（旧・塩谷郡栗山村）における明治初期の学校設立状況は、文献により記述に食い違いがあり、正確なところが不明である。すべての資料で存在が確認できるのは、1875年（明治8年）3月開校の日向学校と、同年8月開校の日向学校第一支校である。日向学校第一支校は日光市立湯西川小学校の前身校であり、湯西川村に設置され、湯西川村のみを学区とした。一方、本校である日向学校は日向村に設置され、日向村のほか川俣村・上栗山村・土呂部村・日蔭村・野門村・黒部村・西川村を学区としていた。ただし、1957年（昭和32年）発行の『栃木県教育史』は、1875年（明治8年）のうちに、上栗山学校と川俣学校が創立していたと記している。
1877年（明治10年）時点の状況を記した『栃木県小学一覧概表』では、日向学校に35人、第一支校に34人の児童が在籍していた。在籍児童数がほぼ同じ両校であるが、それぞれの学区に住む就学年齢の子供の数は、日向学校が186人、第一支校が41人であったので、就学率は日向学校が19%、第一支校が83%と大きな差があった。日向学校の就学率が低いのは、学区が広く、実質的に通学が困難であったからだと考えられる。
1886年（明治19年）時点で日向学校は日向小学校となっており、湯西川学校と上栗山学校が独立していた。『地誌編輯材料取調書』は上栗山学校の創立を1876年（明治9年）10月としているが、『栃木県小学一覧概表』には記載がなく、『栃木県教育史』では1875年（明治8年）創立と記している。また、『栃木県教育史』で1875年（明治8年）創立とされた川俣学校と1881年（明治14年）創立とされた西川学校は、『地誌編輯材料取調書』には掲載されていない。『地誌編輯材料取調書』による1886年（明治19年）の日向小学校の児童数は64人と、1877年（明治10年）よりも増加しているが、教員は2人しかおらず、校舎は龍蔵寺を借用している状態であった。
1889年（明治22年）、町村制の施行により栗山地域の村々は栗山村となり、1892年（明治25年）4月に栗山村立日向尋常小学校と改称した。尋常小学校が置かれた日向以外の大字には、分教場が順次設置された。まず、黒部・西川・湯西川・川俣の4分教場が1892年（明治25年）4月に設置され、翌1893年（明治26年）6月に日蔭・土呂部・上栗山・野門にも分教場が置かれた。村は分教場設置費として1分教場につき平均2円を支給し、残りは各大字の負担とした。しかし栗山村に配置された正規教員は4 - 5人であり、分教場によっては正規教員がおらず「巡回教授」が行われた。1903年（明治36年）、日蔭・土呂部・野門の3分教場を廃止したが、1906年（明治39年）に日蔭分教場を、1907年（明治40年）に土呂部・野門の分教場を再設置した。

### 大正時代から昭和戦前期（1912-1947）
1916年（大正5年）制定の「栗山村村是」第二項で「一 不就学者及欠席児童ヲ少ナカラシム」と掲げていたように、大正時代になっても依然として学校に通わない児童の存在が栗山村では大きな課題として残っていた。1924年（大正13年）、日蔭地区の青柳平に栗山尋常高等小学校が開校した。同校は日向・土呂部・上栗山・野門・川俣・湯西川・西川に分教場を設置し、湯西川分教場には尋常科と高等科を、他の分教場には尋常科のみを置いた。その後、1930年（昭和5年）4月に川俣分教場、1937年（昭和12年）4月に西川分教場にも高等科が置かれた。
1941年（昭和16年）4月、栗山村国民学校に改称し、1942年（昭和17年）8月には湯西川分教場を栗山村湯西川国民学校として分離独立させた。

### 昭和戦後期から小中併設前まで（1947-2017）

#### 小学校
1947年（昭和22年）4月、学制改革により栗山村国民学校は栗山村立栗山小学校に改称し、土呂部・上栗山・野門・川俣に分校を設置した。日向分教場は日向小学校として分離し、西川分教場は湯西川小学校の西川分校となった。翌1948年（昭和23年）4月には、若間分校が新築開校し、1956年（昭和31年）4月に川俣温泉分校も開校した。
1960年（昭和35年）9月、川俣分校が新築移転した。同校は翌1961年（昭和36年）4月に川俣小学校・川俣中学校として分離した。1965年（昭和40年）4月、川俣温泉分校を川俣小学校に統合した。
1966年（昭和41年）、上栗山・野門・若間の3分校を閉校し、本校である栗山小学校へ統合した。交通の便が良くなったこととと、児童数の減少が要因である。本校の校舎は1967年（昭和42年）11月に改築され、1968年（昭和43年）12月に体育館が完成した。1970年（昭和45年）の児童数は村全体で473人であったが、毎年1校あたり2.5人のペースで児童数が減少していた。小学校教員は村全体で40人おり、若手と高齢の先生が大部分を占め、中年の先生が少ないという特徴があった。
1974年（昭和47年）4月に土呂部分校を閉鎖し、本校へ統合した。なお、統合に先立つ1973年（昭和48年）9月には、スクールバス土呂部線の運行を開始しており、1975年（昭和50年）5月には野門線も設定された。
2005年（平成17年）4月、栗山小学校は日向小学校と統合し、新たな栗山村立栗山小学校が開校した。この統合に合わせ、新校舎が建設され、校庭整備や遊具の設置も行われた。2006年（平成18年）3月20日の市町村合併に伴い、日光市立栗山小学校に改称し、2010年（平成22年）4月には日光市立川俣小学校を統合した。川俣小学校の統合と同時に、栗山小・栗山中のPTAが統合され、栗山小中学校PTAになった。
2012年（平成24年）、国土緑化推進機構などが主催する「グリーンウェイブ2012」の活動に参加し、高学年の全児童4人が1人ずつ担当を決めて、6種10本の苗木の世話に取り組んだ。また、学校付近のカエデの木からメープルシロップを作るという活動も実践された。2013年（平成25年）度に日光市教育委員会の「へき地・複式教育の充実」パイロット校に選ばれ、翌2014年（平成26年）度に、同じくパイロット校に選ばれた日光市立小百小学校とテレビ会議システムで結んで交流授業を実施した。

#### 中学校
1947年（昭和22年）4月に栗山村国民学校が栗山小学校へ改称したのと同時に、栗山村立栗山中学校が開校し、土呂部・上栗山・野門・川俣・湯西川・西川に分校を設置した。1951年（昭和26年）4月には湯西川中学校が分離独立し、栗山中学校西川分校は湯西川中学校の西川分校となった。さらに同月、日向小学校に栗山中学校日向分校を併設し、1954年（昭和29年）4月には日向中学校として独立した。1961年（昭和36年）4月には川俣分校が川俣中学校として分離した。
1970年（昭和45年）の時点で分校はなくなっており、村の中学生は280人、中学校教員は38人であった。徒歩通学の生徒は最長6 kmに達したが、途中でトラックに乗せてもらうなどして、通学経路すべてを歩いていたわけではなかった。競争が少なく教科書以外の教材が不足していたことから、生徒の学力は都市部の学校より相対的に低く、特に英語・数学・社会の成績不振が目立った。全生徒が部活動に参加していたが、同様の理由でスポーツの対外試合では都市部の学校に敗北することが多かった。ただし、都市部の高等学校へ進学すると、周囲から刺激を受けて成績が伸びる生徒が多かったという。

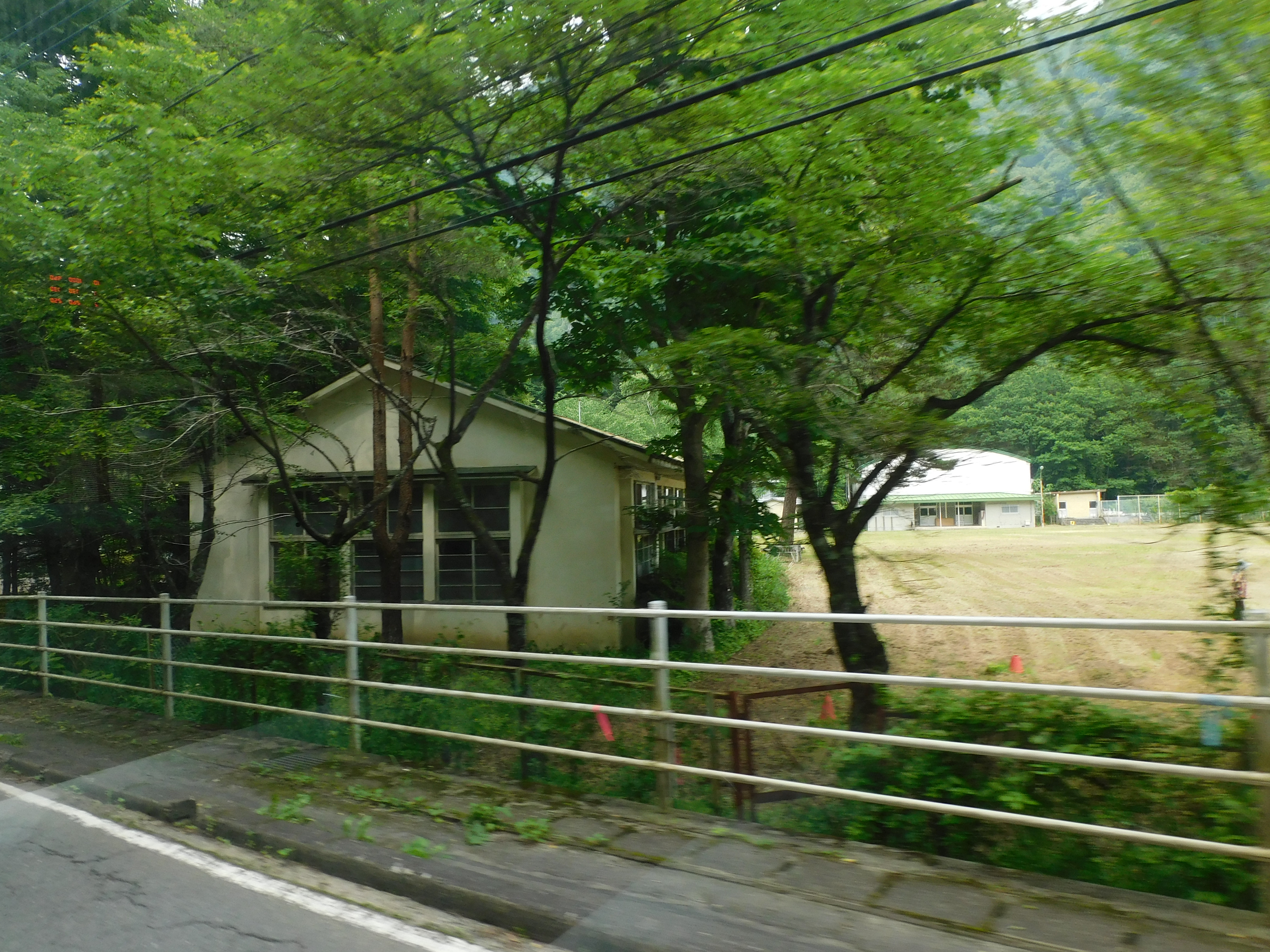
栗山中学校（1981-2017）跡地
日向小学校（1976-2005）・日向中学校（1976-1981）としても利用された。

1981年（昭和56年）4月、栗山中学校と日向中学校を廃止し、新たに栗山中学校を日向小学校に併設する形で設置した。栗山中学校が併設されることになった日向小学校の校舎は、1976年（昭和51年）10月に新築移転していたものであった。
1996年（平成8年）夏、当時の栃木県では最先端の取り組みとして、栗山中学校のホームページを設置した。当時、学校には12台のパソコンがあったが、インターネットに接続できるのは1台のみであったため、インターネットにつながらない11台のパソコンで入力作業を行い、フロッピーディスクに保存してインターネットにつながるパソコンで読み込み、情報を登録するという作業を繰り返してホームページを作成した。49人の生徒全員が中学校のホームページ上に個人のページを持っていた。日向小学校は2005年（平成17年）3月で閉校となったため、同年4月から栗山中学校単独の校舎となり、市町村合併に伴い2006年（平成18年）3月に日光市立栗山中学校に改称した。2010年（平成22年）3月、日光市立川俣中学校を統合した。閉校直前の川俣中の生徒数は2人で、姉妹であった。2015年（平成27年）より住民グループ「栗そば会」の栗山そば復活に向けた活動に参画し、生徒が栽培を手伝うようになった。2016年（平成28年）3月15日、総合的な学習の時間を利用して全生徒6人が1年かけて考えてきた栗山地域の活性化案を在宅介護グループひだまりの利用者に発表した。

### 小中併設、閉校（2017-2023）
小中併設校となるより前の2010年（平成22年）4月に、PTAだけ先に統合し、栗山小中学校PTAと称していた。2016年（平成28年）6月28日に開かれた第1回日光市総合教育会議で、栗山小学校と栗山中学校は地理的条件から他の小学校や中学校と統合するのではなく、小中併設校とし、学校施設の劣化度から、併設校は栗山小学校に設置するという方針が示された。地元側はこれに先立って署名集めを終えており、7月1日に「栗山小学校・栗山中学校の統合を早期に実現する親の会」として、2017年（平成29年）4月に小中を併設化すること、併設校は栗山小の校地を使用すること、スクールバスは現行通りとすることの3点を市に求める「統合に関する要望書」を提出した。11月14日の第2回会議でこの要望は受け入れられ、施設改修は行わず、学習環境等の機能整備をすることが提案・承認された。
予定通り、2017年（平成29年）4月より小中併設校の栗山小中学校となった。同時に小中一貫教育パイロット校指定を受けた。併設化後、中学生対象の部活動は行われるが、小学生対象のスポーツ少年団は人手不足のため活動できない状態となった。2020年（令和2年）には児童生徒数の減少により運動会が開催できなくなったため、児童生徒に加え、保護者や教師も参加する「ニュースポーツ大会」の開催に切り替えた。
2021年（令和3年）度は、教職員11人に対し、児童生徒は小学生1人と中学生2人の計3人であった。3人は昼休みや児童生徒会活動などで同じ時を過ごしていた。2021年（令和3年）7月、日光市教育委員会やPTA、学区内の自治会などが構成する適正配置検討会での合意を受け、同年8月に市教育委員会が2023年（令和5年）3月に栗山小中学校を閉校することを議決した。閉校理由は入学する児童生徒が当面見込めないことであり、日光市立鬼怒川小学校・日光市立藤原中学校に統合される見通しである。
栗山小学校最後の児童となった男子児童は栗山中学校ではなく、作新学院中等部へ進学し、新入生もいないため、2022年（令和4年）度の栗山小学校は休校扱いとなり、栗山中学校の生徒は3年生の2人のみとなった。同年9月15日に開かれた最後のニュースポーツ大会には地域住民も招待され、40人ほどの参加者はグラウンド・ゴルフ、スマイルボウリング、もの運びリレーを行った。2023年（令和5年）3月13日、最後の卒業式が挙行され、3月19日に閉校記念式典が行われた。閉校式には日光市長の粉川昭一ら約150人が出席し、つい先日卒業したばかりの2人が校旗を校長に返納した。同年3月31日に閉校し、栗山小学校は鬼怒川小学校へ、栗山中学校は藤原中学校へ、それぞれ統合された。

### 児童・生徒数の推移
| 時期      | 児童・生徒数 |
| --------- | ------------ |
| 2006年5月 | 76人         |
| 2008年5月 | 53人         |
| 2010年5月 | 37人         |
| 2015年5月 | 19人         |
| 2019年5月 | 11人         |
| 2021年度  | 3人          |
| 2022年度  | 2人          |

中学校は1981年（昭和56年）以来461人、小学校は2005年（平成17年）以来72人が卒業した。